# Thủ tướng Thái Lan
Thủ tướng Thái Lan (tiếng Thái: นายกรัฐมนตรีไทย) là người đứng đầu chính phủ của Thái Lan và là chủ tịch Nội các Thái Lan. Chức vụ được thành lập vào năm 1932, khi Thái Lan chuyển đổi thành chế độ quân chủ lập hiến.
Thủ tướng Thái Lan được bổ nhiệm bởi một cuộc bỏ phiếu trong Hạ viện bằng chiến thắng đa số, và sau đó tuyên thệ trước nhà vua. Lựa chọn của viện thường được dựa trên thực tế Thủ tướng là lãnh đạo chính đảng lớn trong hạ viện hoặc liên minh các đảng lớn nhất. Theo quy định Hiến pháp Thủ tướng chỉ được bổ nhiệm 2 lần, do đó nhiệm kỳ của Thủ tướng được giới hạn 2 nhiệm kỳ liên tiếp. Thủ tướng hiện nay là bà Paetongtarn Shinawatra, nhậm chức ngày 18 tháng 8 năm 2024.

## Lịch sử
Chức vụ "Chủ tịch Ủy ban nhân dân Siêm" (ประธานคณะกรรมการราษฎร) sau đó đổi thành Thủ tướng Siêm (นายกรัฐมนตรีสยาม), lần đầu tiên được lập trong Hiến pháp tạm thời 1932. Chức vụ được cấu tạo tương tự Thủ tướng Liên hiệp Vương quốc Anh, và Siêm đã trở thành quốc gia quân chủ lập hiến sau cuộc cách mạng không đổ máu năm 1932. Tuy nhiên ý tưởng người đứng đầu chính phủ không phải là mới.
Trước năm 1932, Thái Lan được cai trị bởi chế độ quân chủ tuyệt đối, vua với vai trò đứng đầu nhà nước và chính phủ. Tuy nhiên trong thời gian giữa và cuối triều đại Chakri, một vài cá nhân đã lên ý tưởng lập chức vụ đứng đầu chính phủ. Trong triều đại vua Mongkut, Somdet Chao Phraya Si Suriyawongse đã có vai trò quan trọng trong hệ thống nếu như không có chế độ quân chủ tuyệt đối. Trong thời kỳ vua Chulalongkorn, thái tử Damrong Rajanubhab đánh mất vai trò này. Trên thực tế chức vụ Thủ tướng có tiền thân từ Samuha Nayok (สมุหนายก) được điều hành bởi Maha Akkhra Senabodi (อัครมหาเสนาบดี) hoặc bộ trưởng phụ trách dân sự.
Thủ tướng đầu tiên của Siêm là Phraya Manopakorn Nititada, với danh hiệu Thủ tướng Siêm và được đổi thành Thủ tướng Thái Lan vào năm 1945 và vĩnh viễn sau khi Siêm đổi tên thành Thái Lan năm 1949. Chức vụ thường do giới quân sự đảm nhiệm, 16 trên 29, trong đó có Prayut Chan-o-cha. Giới quân sự bắt đầu đảm nhiệm từ Thủ tướng thứ 2 Phot Phahonyothin sau cuộc đảo chính năm 1933. Thủ tướng phục vụ lâu nhất là Thống tướng Plaek Pibulsonggram với 14 năm 11 tháng 18 ngày. Ngắn nhất là Tawee Boonyaket với 18 ngày. Thủ tướng nữ đầu tiên là Yingluck Shinawatra năm 2011, và trẻ nhất là Seni Pramoj khi 40 tuổi.

## Bổ nhiệm
Trước đây, Thủ tướng phải là thành viên của Hạ viện. Do đó trình độ chuyên môn của Thủ tướng tương tự thành viên của hạ viện. Tuy nhiên, Hiến pháp do quân đội soạn thảo sau cuộc đảo chính 2014 đã loại bỏ khoản này, đồng nghĩa một người không phải nghị sĩ có thể trở thành Thủ tướng.
Để trở thành Thủ tướng phải có được ủng hộ từ 1/5 thành viên hạ viện. Sau đó diễn ra cuộc bỏ phiếu đa số trong hạ viện, nếu thành công sẽ được thông qua và đệ trình lên nhà vua, để đảm nhiệm cần phải có sự chấp thuận của Hoàng gia. Điều này phải diễn ra trước 30 ngày trong khi Hạ viện nhóm họp sau bầu cử. Nếu trong vòng 30 ngày không tìm được ứng viên, Chủ tịch Quốc hội sẽ đề cử ứng viên đệ trình nhà vua.
Các ứng viên hoặc Thủ tướng phải là người lãnh đạo chính đảng lớn trong hạ viện hoặc lãnh đạo đảng liên minh đa số được hình thành sau cuộc tổng tuyển cử.

## Chức năng
Thủ tướng là người đứng đầu chính phủ trong Nội các Thái Lan. Việc bổ nhiệm, bãi nhiệm Bộ trưởng chỉ có thể thực hiện với sự tư vấn của Thủ tướng. Thủ tướng phải chịu trách nhiệm về mọi sai sót của cá nhân các Bộ trưởng và chính phủ là khối thống nhất. Thủ tướng không thể nắm giữ chức vụ khác trong liên tục 8 năm. Là thành viên đại diện cho quốc gia ở nước ngoài và là người phát ngôn chính của chính phủ trong các viện. Thủ tướng phải, theo Hiến pháp, công bố nội các và tuyên bố chính sách của chính phủ trước phiên họp Quốc hội trong vòng 15 ngày tuyên thệ nhậm chức.
Thủ tướng chịu trách nhiệm cho các bộ phận khác, bao gồm: Cơ quan tình báo Quốc gia, Cục Ngân sách, Văn phòng Hội đồng An ninh Quốc gia, Văn phòng Hội đồng Nhà nước,... Về mặt pháp lý mọi dự thảo đệ trình Quốc hội phải do Thủ tướng đệ trình.
Thủ tướng có thể bị bãi nhiệm bằng cuộc bỏ phiếu bất tín nhiệm. Phải có đủ 1/5 thành viên của Hạ viện yêu cầu, và trong cuộc bỏ phiếu chỉ cần đa số Thủ tướng sẽ bị bãi nhiệm. Quá trình này không thể lặp đi lặp lại trong một kỳ họp của Quốc hội.

## Văn phòng và dinh thự
Cơ quan giúp việc của Thủ tướng là Văn phòng Thủ tướng Chính phủ (สำนักนายกรัฐมนตรี) cấp bộ và người đứng đầu thường là 2 bộ trưởng. Văn phòng được đặt tại Tòa nhà Chính phủ Thái Lan (ทำเนียบรัฐบาล) tại quận Dusit, Bangkok.
Dinh thự chính thức của Thủ tướng là Tòa nhà Phitsanulok (บ้านพิษณุโลก) tại trung tâm Bangkok, tòa nhà được xây dựng dưới thời vua Vajiravudh, và nó trở thành dinh thự chính từ năm 1979. Tòa nhà được đồn đại là có nhiều ma, do đó hầu hết các Thủ tướng Thái Lan chỉ sống tại nơi ở riêng của mình và chỉ sử dụng trong vấn đề nghi thức.

## Phó Thủ tướng
Phó Thủ tướng (รองนายกรัฐมนตรี) chịu trách nhiệm giám sát hành chính. Có thể đảm nhiệm chức vụ Bộ trưởng, theo sự phân công của Thủ tướng.
Trong thời gian Thủ tướng không thể đảm nhiệm chức vụ, phó Thủ tướng do Thủ tướng chỉ định sẽ trở thành quyền Thủ tướng, nếu Thủ tướng không thể chỉ định thì áp dụng theo đạo luật quản lý Nội các (theo vị trí sắp xếp phó Thủ tướng).
| Chức vụ                                   | Tên                                  | Bổ nhiệm  | Kiêm nhiệm                         |
| ----------------------------------------- | ------------------------------------ | --------- | ---------------------------------- |
| Phó Thủ tướng phụ trách an ninh công cộng | Anutin Charnvirakul                  | 10/7/2019 | Bộ trưởng Nội vụ                   |
| Phó Thủ tướng phụ trách an ninh công cộng | Somsak Thepsutin                     | 1/9/2023  |                                    |
| Phó Thủ tướng phụ trách kinh tế           | Phumtham Wechyachai                  | 1/9/2023  | Bộ trưởng Thương mại               |
| Phó Thủ tướng phụ trách vấn đề xã hội     | Tướng cảnh sát Patcharawat Wongsuwon | 1/9/2023  | Bộ trưởng Tài nguyên và Môi trường |
| Phó Thủ tướng phụ trách đối ngoại         | Parnpree Bahiddha-Nukara             | 1/9/2023  | Bộ trưởng Ngoại giao               |
| Phó Thủ tướng phụ trách vấn đề pháp lý    | Pirapan Salirathavibhaga             | 1/9/2023  | Bộ trưởng Năng lượng               |

## Danh sách cựu Thủ tướng còn sống
| Tên                   | Nhiệm kỳ             | Ngày sinh        | Đảng chính trị           |
| --------------------- | -------------------- | ---------------- | ------------------------ |
| Tanin Kraivixien      | 1976-1977            | 5 tháng 4, 1927  | không đảng phái          |
| Anand Panyarachun     | 1991-1992, 1992      | 9 tháng 8, 1932  | không đảng phái          |
| Suchinda Kraprayoon   | 1992                 | 6 tháng 8, 1933  | Quân đội                 |
| Chuan Leekpai         | 1992-1995; 1997-2001 | 28 tháng 7, 1938 | Đảng Đân chủ             |
| Chavalit Yongchaiyudh | 1996-1997            | 15 tháng 5, 1932 | Đảng Nguyện vọng mới     |
| Thaksin Shinawatra    | 2001-2006            | 26 tháng 7, 1949 | Đảng Thai Rak Thai       |
| Surayud Chulanont     | 2006-2008            | 28 tháng 8, 1943 | Quân đội                 |
| Somchai Wongsawat     | 2008                 | 31 tháng 8, 1947 | Đảng quyền lực Nhân dân  |
| Abhisit Vejjajiva     | 2008-2011            | 3 tháng 8, 1964  | Đảng Dân chủ             |
| Yingluck Shinawatra   | 2011-2014            | 21 tháng 7, 1967 | Đảng Pheu Thai           |
| Prayuth Chan-ocha     | 2014-2023            | 21 tháng 3, 1954 | Đảng Quốc gia Thống nhất |
| Srettha Thavisin      | 2023-2024            | 15 tháng 2, 1962 | Đảng Pheu Thai           |